# Klikovače
Klikovače (en serbe cyrillique : Кликоваче) est un village du centre du Monténégro, dans la municipalité de Danilovgrad.

## Démographie

### Évolution historique de la population
| 1948 | 1953 | 1961 | 1971 | 1981 | 1991 | 2003 |
| ---- | ---- | ---- | ---- | ---- | ---- | ---- |
| 210  | 203  | 186  | 185  | 214  | 161  | 288  |